# TIP-Chip
La caracterización de variantes estructurales en el genoma humano es de gran importancia, los ADN móviles contribuyen a la diversidad genética, enfermedad hereditaria, y oncogénesis. Por medio de microarrays (técnica TIP-Chip) se puede mapear L1, TIP-chip permite la evaluación de L1 en numerosas muestras y por lo tanto es útil para determinar las frecuencias alélicas en una población.
Con este método se han identificado nuevos polimorfismos humanos de L1 (Ta). También se puede aplicar a las inserciones Alu, Sines, ampliando el catálogo de las variantes genómicas.
TIP-chip representa el primer método para asignar amplia y rápidamente inserciones de elementos móviles. Es un método de alto rendimiento para el mapeo de un grupo activo de ADN móviles en los seres humanos. Se demuestra que la técnica es fácilmente generalizables a otras repeticiones intercaladas.

## Método
Es una PCR mediada por ligación. Las alícuotas de ADN genómico son digeridas con enzimas de restricción, generando fragmentos genómicos de 1-5 Kb de longitud. Los extremos cohesivos se ligan a adaptadores, vectorette, oligonucleótidos parcialmente complementarios. El extremo 3'del cebador de la primera cadena se hibrida con una secuencia de tres pares de bases únicos de L1. En ciclos posteriores, el extremo 3'de los pares de bases de las primeras cadenas se les añade un segundo cebador que permite la amplificación exponencial. Los amplicones resultantes incluyen el extremo 3'de L1 (Ta). Los amplicones obtenidos son purificados y concentrados y de nuevo se digieren con enzimas de restricción para generar fragmentos más pequeños. Estos fragmentos se marcan con Cy3-dUTP o Cy5-dUTP y posteriormente se visualizan por microarrays; comprobando en que regiones del cromosoma están insertados los elemento móviles L1.
- Datos: Q6137552